# Ichneumon lateralis
Ichneumon lateralis is een vliesvleugelig insect (orde Hymenoptera) uit de familie van de gewone sluipwespen (Ichneumonidae). De wetenschappelijke naam van de soort werd in 1833 gepubliceerd door Georges Cuvier.

## Homoniemen
Voor Ichneumon lateralis Kriechbaumer, 1887 zie Ichneumon vandenbrandeae Kittel, 2016